# Sarojini Naidu
Sarojini Naidu (nacida como Sarojini Chattopadhyay; Hyderabad, 13 de febrero de 1879-Lucknow, 2 de marzo de 1949), también conocida como el Ruiseñor de India, fue una activista por la independencia de la India, defensora de los derechos de las mujeres y poeta. Fue la primera mujer que gobernó un estado en India y la segunda mujer —la primera india— en presidir el Congreso Nacional Indio.

## Trayectoria
En 1930 presidió la Conferencia de Mujeres de Toda la India (AIWC) la primera organización de la India creada en defensa de los derechos de las mujeres.
Naidu fue la primera gobernadora de las Provincias Unidas de Agria y Oudh entre 1947 y 1949; siendo la primera mujer que estuvo al frente de un gobierno en aquel país. También fue, en 1925, la segunda mujer en presidir el Congreso Nacional Indio, y la primera mujer india al hacerlo. Como poeta destacó como una de los mejores poetas líricos de la época, escribiendo en inglés.

## Carrera literaria
Naidu escribió con doce años una obra en persa, Maher Muneer, que impresionó al Nawab de Hyderabad.
En 1905 se publicó su primera colección de poemas, titulada The Golden Threshold. Sus poemas fueron apreciados por prominentes figuras políticas como Gopal Krishna Gokhale.
Su colección de poemas, titulada The Feather of The Dawn fue editada póstumamente en 1961 por su hija Padmaja.